# Karaktärsstycke
Ett karaktärsstycke är en kort komposition, ofta för piano, där titeln antyder ett stämningsinnehåll. Ibland kan titlarna vara mer allmänt hållna, som Rapsodi eller Impromptu, men ibland mer programmatiska, som Karneval eller I en klosterträdgård.